# Духовное управление мусульман Азиатской части России
Духо́вное управле́ние мусульма́н Азиа́тской ча́сти Росси́и (сокр. ДУМ АЧР) — централизованная мусульманская организация (муфтият), образованная в 1997 году. Первоначально объединение носило название «Духовное управление мусульман Сибири и Дальнего Востока». В ДУМ АЧР входит ряд мусульманских общин уральских, сибирских и дальневосточных регионов. Верховный муфтий — Нафигулла Аширов.

## История
Духовное управление мусульман Азиатской части России было образовано в августе 1997 года в Тобольске. На конференции мусульман Сибири и Дальнего Востока было принято решение о создании ДУМ АЧР и назначении верховным муфтием Н. Х. Аширова.
В 1998 году Н. Аширов помирился с Р. Гайнутдином и вошёл в Совет муфтиев России (СМР). Организационно входит в состав Совета муфтиев России. Муфтият Аширов позиционируется как сибирский муфтият, альтернативный аналогичному муфтияту сторонников Т. Таджуддина.
14 декабря 1998 организация была официально зарегистрирована в Минюсте России. 13 февраля в 1999 года ДУМ АЧР провел в Тюмени съезд мусульман Сибири и Дальнего Востока — в противовес съезду ДУМС во главе с З. Шакирзяновым 11 февраля 1999 в Омске. На съезде Духовное управление мусульман Сибири и Дальнего Востока было преобразовано в Духовное управление мусульман Азиатской части России.

## Структура
Под управлением ДУМ АЧР 28 региональных казыятских управлений, более 270 местных религиозных организаций и 170 религиозных групп, действующих в 25 субъектах РФ.
Руководящий состав ДУМ АЧР находится в Москве в районе станции метро «Динамо». В офисе ДУМ АЧР также располагается ВКЦ ДУМ. В Москве располагалось и учебное заведение ДУМ — колледж «Расуль Акрам».
Руководители:
- Верховный муфтий — Нафигулла Аширов;
- Муфтий по Уральскому региону — Данис Давлетов;
- Муфтий по Сибирскому региону — Анарбек Жунусов;
- Муфтий по Дальневосточному региону — Абдулла Дамир Ишмухамедов;
- Руководитель Комитета по образованию и науке, по защите прав мусульман — Илхом Меражов.